# باولا دونكان
باولا دونكان (بالإنجليزية: Paula Duncan)‏ هي ممثلة أسترالية، ولدت في 15 سبتمبر 1952 في كوما في أستراليا. من الجوائز التي نالتها Logie Award for Most Popular Actress ‏ سنة 1980 سنة 1981.

## جوائز
- Logie Award for Most Popular Actress [الإنجليزية]‏ (1980)
- Logie Award for Most Popular Actress [الإنجليزية]‏ (1981)

## وصلات خارجية
- باولا دونكان على موقع IMDb (الإنجليزية)
- باولا دونكان على موقع قاعدة بيانات الفيلم (الإنجليزية)